# KC-100
KC-100 나라온은 대한민국 최초의 국산 민간항공기로 한국항공우주산업(KAI)이 미국 연방항공청(FAA)의 형식승인기준에 부합되게 개발한 대한민국 최초의 4인승 민간항공기이다. 2011년 7월 20일, 사천시에 있는 대한민국 공군 제3훈련비행단 활주로에서 초도비행에 성공했다. 정식 명칭 KC-100인 ‘나라온’은 ‘날아’를 소리나는 대로 읽은 ‘나라’와 100이란 뜻의 순 우리말 ‘온’을 조합한 말로 100% 완벽하게 날아오른다는 의미이다.

## 제원
- 탑승인원: 4명[1]
- 길이: 8.03 m
- 폭: 11.29 m
- 최대이륙중량: 3,600 lb(1,633 kg)
- 엔진: 315마력 단발 프로펠러
- 최고속도: 363km/h
- 항속거리: 2,020 km
- 가격: 10억원

## 파생형 KT-100
- 공군 훈련기 KT-100 : KAI가 KC-100 민간용 경비행기에 개발한 화상음성기록장치와 피아식별장비 등 필요한 장비 탑재 및 훈련에 불필요한 휠 페어링 등을 제거, 공군조종사 비행교육입문과정에 맞게 훈련기로 개조 양산하는 버전이 KT-100이다. 2015년 10월 5일 경남 사천 공항에서 KT-100 훈련 1호기가 첫 비행을 했다.

2016년 4월 KT-100 1, 2호기가 대한민국 공군에 인도되었다. 공군은 그동안 KT-1, T-50과 함께 러시아산 T-103을 훈련기로 사용했는데, T-103이 KT-100로 대체되면 모든 대한민국 공군의 초, 중, 고등훈련기는 100% 국내산으로 대체가 되는 셈이다.

## 같이 보기
- 일류신 Il-103(T-103)
- 창공-91
- 반디호
- 보라호